# 台4線
台4線（たいよんせん）は、桃園市大園区から同市龍潭区へ至る台湾省道である。

## 概要
- 全長：39.269Km
- 起点：桃園市竹圍（台15線の交差地点）
- 終点：桃園市石門大坪（台3乙線の交差地点）
- 経由地：

## 歴史
| 年 | 月日 | 事跡 |
| -- | ---- | ---- |

## 通過する自治体
- 桃園市
  - 大園区 - 蘆竹区 - 亀山区 - 桃園区 - 八徳区 - 大渓区 - 龍潭区

## 接続する道路
- 高速道路
  - 桃園IC